# Панчаревски манастир
Панчаревският или Урвичкият манастир „Свети Николай Летни“ е действащ манастир без монаси на Българската православна църква, част от Софийската Мала Света гора.

## Местоположение
Намира се в най-западната част от Ихтиманския дял на Средна гора – Лозенската планина, на 8 km югоизточно от центъра на село Панчарево. Разположен е на десния бряг на река Искър в Панчаревския ѝ пролом, близо до крепостта Урвич.

## История
Част е от Софийската „Мала Света гора“ и е бил един от най-големите манастири около София. Той е от типа манастири изграждани в близост до крепости, което било характерно за Късното средновековие. Заедно с крепостта „Урвич“, Крепостната черква-манастир „Св. Илия“ и Кокалянския манастир „Св. Архангел Михаил“ образуват Урвичкия крепостен комплекс.
Не се знае кога точно е основан (вероятно в периода 10 – 12 век), след падането на България под османска власт манастира е разрушен а монасите му били изгорени, за което свидетелстват намерени при разкопаване на основите му човешки кости. Възобновяван е на два пъти през XX век – през 1938 г. и 1996 г. чрез дарения и благодарение на Бона Велинова от село Григорево, Елинпелинско, която по желание на местните жители, открива основите му през 1929 г. Ктитор на манастира е Атанас Господинов от Панчарево.
Църквата е построена през 1996 г. върху стари основи. Представлява еднокорабна, едноапсидна безкуполна постройка. Възкръснал за нов живот след дълги години забрава, днес „Свети Никола“ е действащ манастир.

## Храмов празник
Празник на манастира – 9 май (Летни Св. Никола). Провежда се традиционен събор, който се посещава основно от жители на околните селища, в съзнанието на които е запазен спомена за това Свято място и преданията около съдбата на „Урвич“.